# 本格闘論FACE
『本格闘論FACE』（ほんかくとうろんフェイス）は、2007年12月2日から2012年4月1日までBS11で放送されていた討論番組である。2007年12月2日（日曜）に一度スペシャル番組を放送した後、同年12月8日（土曜）にレギュラー放送を開始した。
番組は、有識者たちが政治・経済・社会などについて討論する模様を放送。出演者は論客のみで、司会者は不在となっていた。

## 放送時間
いずれも日本標準時。

### スペシャル番組
- 日曜 22:00 - 23:55 （2007年12月2日）
- 水曜 05:00 - 05:58 （2008年1月2日） - 別の時間帯での再放送も実施。
- 木曜 05:00 - 05:58 （2008年1月3日） - 別の時間帯での再放送も実施。

### レギュラー放送
- 土曜 17:00 - 17:50 （2007年12月8日 - 2008年3月29日）
- 土曜 17:00 - 17:55 （2008年4月5日 - 2008年12月27日）
- 日曜 18:00 - 18:55 （2009年1月11日 - 2010年3月28日）
- 日曜 18:00 - 19:00 （2010年4月4日 - 2012年4月1日）